# Konrad Lorenz
Konrad Zacharias Lorenz (Wenen, 7 november 1903 – aldaar, 27 februari 1989) was een Oostenrijkse zoöloog en ornitholoog. Hij wordt vaak gezien als de grondlegger van de ethologie hoewel hij strikt genomen alleen hielp bij de ontwikkeling van een aanpak die begonnen werd door onder anderen zijn leraar Oskar Heinroth. Konrad bestudeerde instinctief gedrag bij dieren. In 1973 ontving Lorenz samen met Karl von Frisch en Niko Tinbergen de Nobelprijs voor de Fysiologie of Geneeskunde.

## Biografie
Lorenz werd geboren in Wenen als jongste van de twee zonen van de arts Adolf Lorenz (1854-1946) en zijn echtgenote en assistente Emma Lecher (1862-1936). In Wenen bezocht hij de Volksschule en het Schottengymnasium. Zijn interesse in de biologie ontstond toen hij op tienjarige leeftijd las over Charles Darwins evolutietheorie. In 1922 studeerde hij twee semesters aan de Columbia-universiteit in New York, maar keerde terug naar Oostenrijk waar hij zijn studie geneeskunde voortzette aan de Universiteit van Wenen. In 1928 studeerde hij af en promoveert tot Doctor in de medicijnen. Zijn interesse in diergedrag leidde ertoe dat hij zoölogie ging studeren aan de Weense universiteit, en in 1933 promoveert hij voor de tweede maal en mag zich dan ook Doctor in de zoölogie noemen.
In 1936 bezocht hij op uitnodiging van C.J. van der Klaauw Leiden voor een klein symposium over instinctief gedrag bij dieren. Daar ontmoette hij Niko Tinbergen met wie hij een levenslange vriendschap zou onderhouden. Vanaf 1937 onderricht Lorenz zoölogie aan de Weense universiteit
In 1940 werd hij hoogleraar psychologie aan de Immanuel Kant-universiteit in Koningsbergen (Oost-Pruisen), maar een jaar later beantwoordde hij een oproep om als geneesheer te dienen in het Duitse leger. In 1944 werd hij krijgsgevangen genomen door de Russen en naar een gevangenkamp gestuurd. Het duurde tot 1948 voordat hij door het Rode Leger werd vrijgelaten. Hij keerde terug naar Wenen alwaar hij in 1949, met hulp van de Oostenrijkse Academie voor Wetenschappen, in Altenberg een ethologisch instituut mag oprichten.
Lorenz kwam in 1973 negatief in opspraak wegens de publicatie van het boek "Die acht Todsünden der zivilisierten Menschheit", waarin hij ideeën uitte die in een lijn staan met de nazi-ideologie en waarover hij in de jaren veertig als lid van de NSDAP ook al had gepubliceerd. Aan het einde van zijn leven nam Lorenz een steeds rigoureuzer standpunt in met betrekking tot vraagstukken betreffende de invloed van de mens op het milieu. Lorenz overleed op 7 februari 1989 in Altenberg aan nierfalen.

## Instinctief gedrag
Lorenz was een groot voorstander en verdediger van observationeel onderzoek en het analyseren van gedrag op basis van deze observaties. Een voorbeeld van door hem bestudeerd gedrag is het volgende. Jonge ganzen die net uit het ei komen volgen automatisch hun moeder. Het blijkt dat jonge ganzen een kritische bindingsperiode hebben, waarin zij het eerste wat zich op bepaalde manier beweegt als hun moeder gaan zien en achternalopen. (De maximale gevoeligheid werd vastgesteld tussen het dertiende en het zestiende uur na het verlaten van het ei. Nadien neemt deze gevoeligheid af en tegen het tweeëndertigste uur is deze nagenoeg volledig verdwenen).
Lorenz experimenteerde voor het eerst met dit gegeven in 1935. Hij isoleerde ganzeneieren van hun moeder en zorgde ervoor dat wanneer de eieren uitkwamen dat hij als eerste aanwezig was. Een bekende foto laat dan ook zien hoe Lorenz gevolgd wordt door een groepje jonge ganzen. Latere experimenten van Lorenz hebben echter laten zien dat jonge ganzen bereid zijn alles wat beweegt als ze uit hun ei komen als moeder te zien; laarzen van de onderzoeker gedragen door een ander of een kussentje aan een touw bleek ook te werken. Dit toonde dat jonge ganzen instinctief volggedrag vertonen op het eerste voorwerp dat in hun gezichtsveld komt na de geboorte, ook wel inprenting genoemd.
Zodoende bewees Lorenz dat wat voorgeprogrammeerd zit in het genetisch materiaal van het dier niet zozeer een of andere voorstelling van het moederdier is, maar een biologisch gestuurd hechtingsmechanisme dat door een inwendige klok in actie wordt gesteld. Dit hechtingsmechanisme zien we bij heel wat diersoorten. Zo kan een hond die voor zijn vierde maand niet in contact met mensen komt niet meer gedomesticeerd worden. Bij honden is deze kritieke periode vastgesteld tussen de tweede en de dertiende week na de geboorte.
Bij het grote publiek werd Konrad het bekendst door zijn boek "Er redete mit dem Vieh, den Vögeln und den Fischen", door Hans Warren vertaald als "Ik sprak met viervoeters, vogels en vissen". Hoewel een flink aantal hierin gedane beweringen inmiddels door nader onderzoek en voortschrijdend inzicht ontkracht zijn, is het nog steeds zeer leesbaar.